# 林田正男
林田 正男（はやしだ まさお、1934年(昭和9年) - ）は、日本の国文学者。九州産業大学名誉教授。

## 略歴
福岡県生まれ。大東文化大学卒、九州大谷短期大学助教授、九州産業大学教授。2000年「万葉集と神仙思想」で九州大学より博士（文学）の学位を取得。2005年定年、名誉教授。

## 著書
- 『万葉集筑紫歌群の研究』桜楓社、1982
- 『万葉集筑紫歌の論』桜楓社、1983
- 『万葉防人歌の諸相』新典社研究叢書、1985
- 『万葉の歌 人と風土 11 九州』保育社、1986
- 『万葉集と神仙思想』笠間書院 笠間叢書、1999

### 編著
- 『校注万葉集筑紫篇』編 新典社校注叢書、1985
- 『筑紫万葉の世界』編 雄山閣出版、1994
- 『恋ひて死ぬとも 万葉集相聞の世界』森淳司共編 雄山閣出版、1997
- 『筑紫古典文学の世界 上代・中古』編 おうふう、1997
- 『筑紫古典文学の世界 中世・近世』編 おうふう、1997